# Cratere Postumia
Postumia è un cratere sulla superficie di 4 Vesta.